# Igor Achba

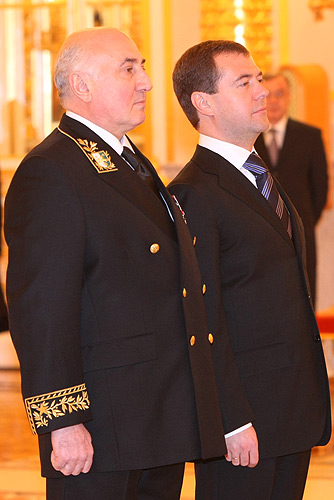
Igor Achba (links) mit Dmitri Medwedew

Igor Achba (abchasisch Игор Мурат-иҧа Ахба/Igor Murat-ipa Achba; russisch Игорь Муратович Ахба/Igor Muratowitsch Achba; * 5. Februar 1949 in Suchum, Sowjetunion) ist ein abchasischer Politiker und Diplomat. Er war 2004 kurze Zeit Außenminister der damals international nicht anerkannten Republik Abchasien und war von 2008 bis 2021 erster abchasischer Botschafter in Russland.
1971 schloss Achba sein Studium an der Juristischen Fakultät der Moskauer Lomonossow-Universität ab und 1975 seine Aspirantur am Institut für Staat und Recht der Akademie der Wissenschaften der UdSSR im Fach Staats- und Völkerrecht. Von 1976 bis 1989 arbeitete er als wissenschaftlicher Mitarbeiter in der Moskauer Lenin-Bibliothek. Von 1989 bis 1991 war er Referent beim Obersten Sowjet der UdSSR.
Achba beteiligte sich an der Gründung der Gesellschaft für abchasische Kultur sowie einer abchasischen Zeitung und einer abchasischen Sonntagsschule in Moskau. 1992 wurde er von Wladislaw Ardsinba, dem Präsidenten der Republik Abchasiens, die sich in diesem Jahr für unabhängig erklärt hatte, zum offiziellen Vertreter Abchasiens in der Russischen Föderation ernannt. Nach dem Rücktritt des abchasischen Außenministers Sergei Schamba im Sommer 2004 kehrte Igor Achba für kurze Zeit nach Abchasien zurück um dessen Amt zu übernehmen. Schon im Dezember 2004 musste er jedoch auf Geheiß des neu gewählten abchasischen Präsidenten Sergei Bagapsch sein neues Amt wieder an Schamba abtreten. Achba kehrte daraufhin zurück nach Moskau. Nach der Anerkennung der abchasischen Unabhängigkeit durch die russische Regierung im August 2008 wurde er auch offiziell Botschafter Abchasiens in Russland. Im Dezember 2021 wurde er von seinem Botschafterposten abberufen und erhielt den Posten des Sonderbotschafters Abchasiens für die eurasische Integration.